# 大檀
大檀（？—429年）又做檀檀、大但，号牟汗纥升盖可汗，為亚洲蒙古一带古国柔然的第四位君主。

## 生平
大檀為斛律季父僕浑次子，地粟袁之孙。414年立，429年7月卒。大檀這名稱也是韃靼一名的來源。大檀开始率领别部镇守柔然西界，颇得众心。北魏神瑞元年（414年），柔然步鹿真无道，大檀和高车族的叱洛侯计划废黜步鹿真，事发，叱洛侯自杀。大檀反击，灭步鹿真，自立为“牟汗纥升盖可汗”。和北燕冯跋联盟，赠马三千匹，羊一万只，柔然势力恢复。入漠南和北魏发生冲突。423年，北魏在长川（今内蒙古集宁市东北）南修筑二千里的长城防御柔然。424年，大檀率领六万骑兵攻打云中（今内蒙古托克托县），攻取盛乐宫（今内蒙古和林格尔），擒杀白道（今内蒙古呼和浩特北）守将段进。围困魏太武帝五十重。后来因弟弟大那的儿子于陟斤阵亡，被迫撤军，别帅阿伏干等被北魏击溃。425年，北魏五路军出击，大檀北走。428年，派儿子率领一万骑兵攻打北魏。429年，魏太武帝两路大军合击，大檀在栗水（今翁金河）战败，魏军至燕然山（今杭爱山）、兔园河（今图音河），柔然所属高车部落和柔然本部一共数十万人归降北魏。大檀也发病去世，其子吴提继位。

## 家族

### 父
- 僕浑，地粟袁之子，匹候跋、缊纥提的弟弟，社崘、斛律的叔父[1]

### 兄弟
- 他吾无鹿胡，439年，北魏嵇敬和建宁王拓跋崇生擒他吾无鹿胡，以及柔然的将领五百人，斩杀士卒一万多人[2]
- 悅代
- 大那
- 匹黎
- 中山王闾大肥
- 闾大埿倍颐
- 荥阳公闾驎
- 荥阳公闾凤

### 子
- 秃鹿傀
- 朔方王乞列归
- 敕连可汗吴提
- 俟力弗，郁久闾伏仁的曾祖父

### 女儿
- 闾左昭仪

## 影視形象
- 2013年电视剧《花木兰传奇》：包德磐饰大檀

## 引用
1. ↑  《北史·蠕蠕传》
2. ↑  《魏书·蠕蠕传》